# 아폰수 6세

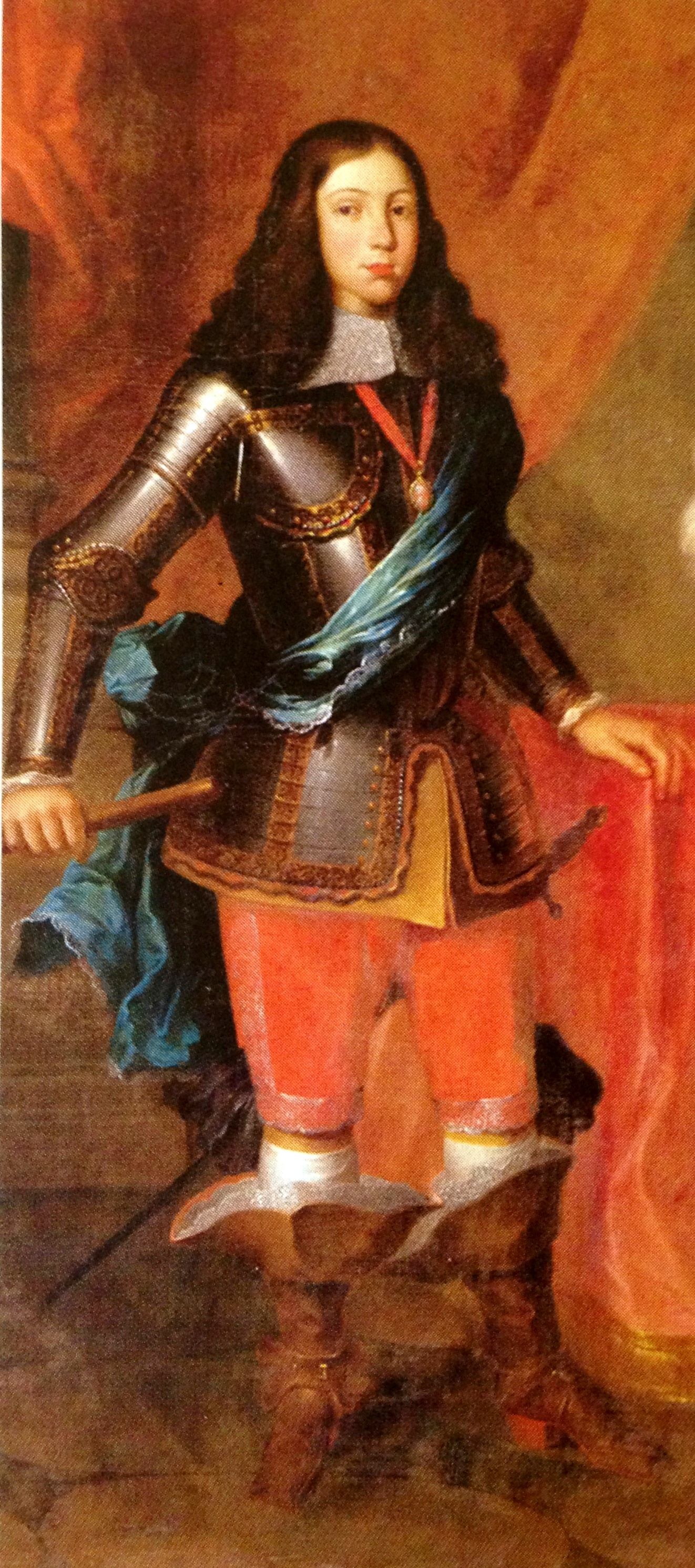
아폰수 6세

아폰수 6세(포르투갈어: Afonso VI, 1643년 8월 21일~1683년 9월 12일)는 포르투갈 왕국 브라간사 왕조의 제2대 국왕이다. 승리왕(o Vitorioso)이라고도 부른다. 주앙 4세와 왕비 루이사 프란시스카 데 구스만의 아들이다. 1656년 13세에 즉위했으나 불구자였고 병약하여 국정 통치능력이 없었다. 
필리포 2세 디 사보이아 공작과 클로딘 드 브로쎄의 먼 후손이자 이들의 카를로 에마누엘레 2세 디 사보이아 공작의 같은 혈족이자 샤를아메디 드 사부아르무르 공작의 영애 마리프랑수아즈엘리자베트 드 사부아와 1666년에 결혼했다. 그러나 왕비 마리는 남편의 성불구를 이유로 혼인 무효를 신청했고 교회는 이를 승인했다. 이후 그녀는 왕의 친동생 동 (포르투갈) 페드루와 결혼하였다. 1668년부터 섭정을 맡고 있던 동 페드루는 형에게 왕권 포기를 강제한 후 아소르스 제도로 유배시켰다. 1683년에 아폰수 6세가 사망하자 동생 동 페드루는 포르투갈의 왕으로 즉위하였다.
30년 전쟁 중 주앙 4세 재위기부터 시작된 독립전쟁은 28년간 이어졌는데, 1668년에 스페인과 리스본 조약을 맺으며 포르투갈의 완전한 독립을 인정받게 되었다.
1683년 9월 12일 신트라에서 사망했다.